# Ruelle des Trois-Maures
La rue des Trois-Maures est une ancienne voie de Paris qui était située dans l'ancien 9e arrondissement et qui a été supprimée vers 1841.

## Origine du nom
Elle doit son nom à celui d'une enseigne d'auberge nommée Trois-Maures qu'on voyait dans la rue de la Mortellerie.

## Situation
Située dans l'ancien 9e arrondissement, quartier de l'Hôtel-de-Ville, la ruelle des Trois-Maures, d'une longueur de 15 mètres, commençait aux 36-38, quai de la Grève et finissait aux 103-105, rue de la Mortellerie.
Il n'y avait pas de numéros dans cette rue.

## Historique
Parfois orthographiée « rue des 3 Morts », cette voie n'était qu'un passage étroit entre les gros murs des maisons voisines.
Une décision ministérielle du 13 thermidor an VI (31 juillet 1798), signée François de Neufchâteau, fixe la largeur de cette voie publique à 6 mètres. Elle ne fut toutefois jamais élargie et sa largeur resta jusqu'à sa disparition à 1,5 mètre. Elle fut ensuite fermée à ses deux extrémités.
Dans sa séance du 26 mai 1837, le conseil municipal vota la suppression de cette ruelle comme voie publique. Elle fut réellement supprimée vers 1841.